# Josh Holloway
Joshua Lee Holloway (San Jose, 20 luglio 1969) è un attore statunitense, noto soprattutto per il ruolo di Sawyer nella serie televisiva Lost e per i ruoli, da protagonista, di Gabriel Vaughn nella serie televisiva Intelligence, e di Will Bowman, nella serie televisiva Colony.

## Biografia

### Primi anni
È nato nella regione della California che sarebbe diventata nota come Silicon Valley, ma la sua famiglia si spostò a Blue Ridge Mountains in Georgia quando aveva due anni. Ha una sorella e tre fratelli; lui è il secondogenito. Josh ha anche una vasta famiglia estesa, che include il predicatore battista Dale Holloway e lo scrittore Carl Holloway.
È anche il pronipote di "Lulu" Holloway, che scrisse un libro durante il XX secolo riguardo alla famiglia Holloway. Holloway frequentò la Free Home Elementary e la Cherokee High School, a Canton, Georgia. Sviluppò un interesse per il cinema in un'età molto giovane. Studiò alla University of Georgia ma smise di frequentarla dopo appena un anno per diventare un modello di successo, cosa che lo portò a viaggiare per quasi tutto il Nord America e l'Europa.

### Carriera

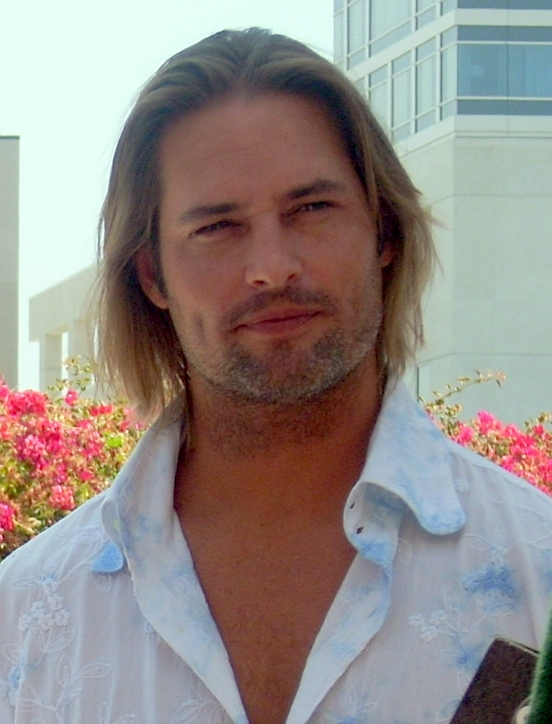
Josh Holloway nel 2009

L'ambizione di Holloway per il cinema lo portò a Los Angeles, dove ottenne un ruolo nella commedia Doctor Benny. Seguirono quindi ruoli da protagonista in film come Mi Amigo, Moving August e Cold Heart dove ha recitato al fianco di Nastassja Kinski. Dopo queste interpretazioni si fece notare per il ruolo nel film Sabretooth trasmesso su Sci-Fi Channel, nel quale ha collaborato con attori come David Keith e John Rhys-Davies. Ha anche fatto un'apparizione in Good Girls Don't..., NCIS - Unità anticrimine, Walker Texas Ranger, CSI - Scena del crimine e Angel. Holloway è apparso nel video degli Aerosmith per la canzone  Cryin' come un ladro che tenta di rubare la borsetta di Alicia Silverstone, ma lei gli salta addosso e lo mette fuori combattimento. Ha anche interpretato Warren in un episodio del 2003 di That '70s Show intitolato The Girl I Love; comunque, non è stato menzionato per quel ruolo.
Holloway ha raggiunto il successo grazie a Lost, telefilm vincitore di un Emmy Awards nel 2005 e di un Golden Globe nel 2006 come migliore serie drammatica , in cui interpreta il personaggio di James "Sawyer" Ford. Il programma lo ha lanciato nel mondo delle celebrità, ma gli ha lasciato poco tempo per cercare di ottenere ruoli importanti in altre produzioni. Secondo quanto riferito dallo USA Today, ha rifiutato ruoli in un western con Brad Pitt e in X-Men - Conflitto finale. Ha partecipato a Il respiro del diavolo e, nel mondo dei videogiochi, ha interpretato il ruolo di un soldato Nod chiamato Ajay in Command & Conquer 3: Tiberium Wars.
Holloway è molto apprezzato anche per il suo bell'aspetto. Nel 2005, la rivista People lo ha nominato una delle più belle persone nel mondo. Nel gennaio 2006, In Touch Weekly ha nominato Holloway “l'attore più sexy della televisione”. Nello stesso mese è stato invece votato dai lettori della rivista inglese OK! Come il 17º uomo più sexy al mondo. Nel marzo 2007 è stato scelto come testimonial del nuovo profumo di Davidoff, "Cool Water" e ancora una pubblicità, del Magnum Double Algida, lo vede protagonista nello spot svolto in Turchia 2008.

### Vita privata

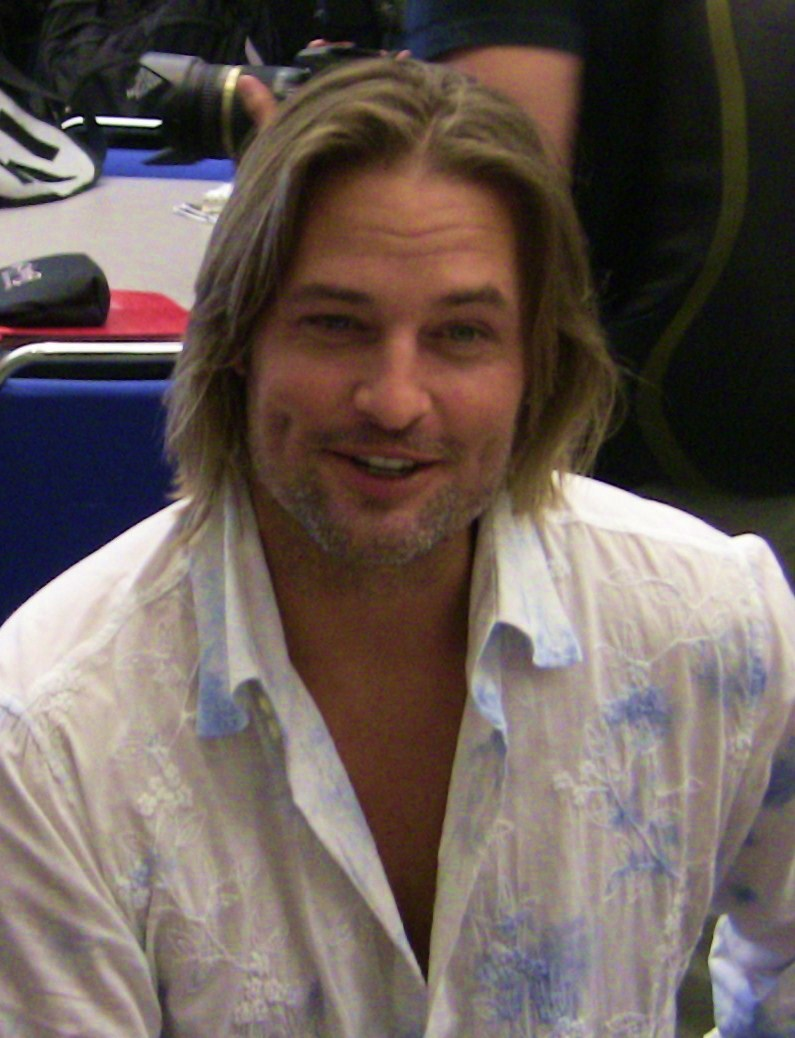
Josh Holloway al Comic-Con 2009.

Holloway dice che i suoi interessi comprendono il navigare in barca a vela, snowboard, arti marziali, motocross e suonare la chitarra. Ha anche affermato su un canale inglese di avere una passione per la birra, e di considerare la distillazione dell'alcool la più grande invenzione di tutti i tempi.
Holloway si è sposato nel 2004 con la fidanzata di lungo tempo Yessica Kumala. Durante le riprese a Oahu di Lost, il 9 aprile 2009 Josh è diventato papà di una bambina: Java Kumala Holloway. Nel febbraio 2014 nasce il secondogenito, Hunter Lee Holloway.

## Filmografia

### Attore

#### Cinema
- Gioco di potere, regia di Dennis Dimster (2001)
- Moving August, regia di Christopher Fink (2002)
- Mi amigo, regia di Milton Brown (2002)
- My Daughter's Tears, regia di Sherry Horman (2002)
- Dr. Benny, regia di Nolan Lebovitz (2003)
- Il respiro del diavolo (Whisper), regia di Stewart Hendler (2007)
- Stay Cool, regia di Michael Polish (2009)
- Mission: Impossible - Protocollo fantasma (Mission: Impossible - Ghost Protocol), regia di Brad Bird (2011)
- Battle of the Year - La vittoria è in ballo (Battle of the Year: The Dream Team), regia di Benson Lee (2012)
- Il potere dei soldi (Paranoia), regia di Robert Luketic (2013)
- Sabotage, regia di David Ayer (2014)

#### Televisione
- Angel – serie TV, episodio 1x01 (1999)
- Walker Texas Ranger – serie TV, episodio 9x17 (2001)
- Wild - Agguato sulle montagne (Sabretooth), regia di James D.R. Hickox – film TV (2002)
- CSI - Scena del crimine (CSI: Crime Scene Investigation) – serie TV, episodio 4x01 (2003)
- The Lyon's Den – serie TV, episodio 1x08 (2003)
- NCIS - Unità anticrimine – serie TV, episodio 1x12 (2004)
- Good Girls Don't... – serie TV, episodio 1x03 (2004])
- Lost – serie TV, 104 episodi (2004-2010) – James "Sawyer" Ford
- Community – serie TV, episodio 2x23 (2011)
- Intelligence – serie TV, 13 episodi (2014)
- Colony – serie TV, 23 episodi (2016-2018)
- Yellowstone – serie TV, 10 episodi (2020-2021)
- Storie incredibili (Amazing Stories) – serie TV, episodio 1x04 (2020)
- Duster – serie TV (2025)

### Doppiatore
- Command & Conquer 3: Tiberium Wars – videogioco (2007)

## Doppiatori italiani
- Fabio Boccanera in Lost, Il respiro del diavolo, Battle of the Year - La vittoria è in ballo, Il potere dei soldi, Intelligence, Sabotage, Colony, Storie incredibili
- Francesco Bulckaen in Gioco di potere e Mission: Impossible - Protocollo fantasma
- Vittorio Guerrieri in Wild - Agguato sulle montagne
- Roberto Certomà in CSI: Scena del crimine
- Michele D'Anca in NCIS - Unità anticrimine
- Alberto Caneva in Stay Cool
- Claudio Moneta in Community
- Giorgio Borghetti in Yellowstone

Da doppiatore è sostituito da:
- Massimo Di Benedetto in Command & Conquer 3: Tiberium Wars